# Альянс України, Великої Британії і Польщі
Альянс України, Великої Британії і Польщі (англ. British–Polish–Ukrainian Trilateral, пол. Trójstronny sojusz Brytania–Polska–Ukraina) — військово-політичний формат тристоронньої співпраці Великої Британії, Польщі та України для протидії російській загрозі та спільної роботи заради європейської безпеки. Створення нової осі Лондон—Варшава—Київ відбувається на тлі суттєвого загострення безпекової ситуації на українських кордонах та активного постачання Сполученим Королівством зброї Україні.
З ініціативою такої тристоронньої співпраці виступила Україна у жовтні 2021 року. Міністр закордонних справ України Дмитро Кулеба анонсував малий альянс між Україною, Сполученим Королівством і Польщею 1 лютого 2022 року. Започаткування альянсу було оголошено 17 лютого 2022 року.
Цей союз, який наразі не має назви, має стати частиною ширшої стратегії України зі створення малих альянсів: «Люблінський трикутник» (Україна—Польща—Литва), «Асоційоване тріо» (Україна—Грузія—Молдова), «Квадрига» (Україна—Туреччина).

## Історія

### Передісторія
Першою публічно про новий альянс заговорила публічно міністр закордонних справ Сполученого Королівства Ліз Трасс ще 21 січня в Австралії. Трасс оголосила склад учасників, а британські аналітики одразу намалювали дуже показову політичну карту майбутнього утворення, дуже схожу на «повітряний міст» постачання британської зброї останніх тижнів. За її словами, можна зробити висновок, що новий формат обговорювався під час візиту президента Володимира Зеленського до Лондона в грудні минулого року.
Невдовзі Міністерство закордонних справ Польщі опублікувало подібне повідомлення на своїй сторінці у Twitter: «Польща, Україна та Сполучене Королівство зміцнюють співпрацю перед обличчям загроз безпеці в Центральній та Східній Європі».
Водночас британська некомерційна Council on Geostrategy, яка діє у Сполученому Королівстві, опублікувала геополітичну карту, на якій зображена вісь між Лондоном, Варшавою та Києвом, а Росія та Білорусь позначені як «ворожі території».
За даними ВВС News Україна, сторони фіналізували деталі угоди наприкінці січня 2022. Спочатку планувалося, що домовленість буде оголошено 31 січня, під час візиту в Україну Ліз Трасс.
Борис Джонсон і Матеуш Моравецький прибули до Києва 1 лютого 2022 року. 31 січня 2022 року японське національне агентство повідомило, що Джонсон скасував поїздку до Японії, заплановану на середину лютого. через зростання напруженості навколо України.
Посол України у Сполученому Королівстві Вадим Пристайко сказав, що це «не зовсім НАТО на трьох». Він вважає, Україна має базувати свої дії на готовності окремих членів НАТО допомогти вже зараз. Він нагадав, що Сполучене Королівство стає все більш серйозним союзником України: угода про стратегічне партнерство, угода на 2 мільярди доларів, постачання протитанкової зброї, будівництво кораблів і військово-морських баз. Пристайко пояснює мотиви Британії так: після виходу з Євросоюзу Лондон прийняв концепцію «глобальної Британії»:
«Після виходу з ЄС вони прийняли концепцію «глобальної Британії». Вони бачать свій інтерес, їм потрібен такий друг, як Україна. Типовою аналогією є серйозні відносини між Польщею та Великою Британією. В очах британців Україна – це могутня держава по той бік європейського континенту»— Вадим Пристайко
Експерт Олександр Краєв наголошує, що такий альянс є частиною стратегії Сполученого Королівства щодо відновлення впливу у світі та регіоні після Brexit. «Звичайно, це політичні амбіції Британії», — сказав він. Крім того, три країни активно протистоять російській загрозі. З іншого боку, каже Краєв, у трьох країн «мають питання» і деякі претензії до Брюсселя, тобто до ЄС. У НАТО не всі країни готові рішуче протистояти російській загрозі, тому Британія продовжує тактику малих союзів, щоб ефективніше працювати у Східній Європі:
«Тому такий союз трьох може виступати свого роду Малою Антантою, як це було на початку XX століття, коли Центральна і Східна Європа утворили невеликий блок і поділяли цілі Великої Антанти. До альянсу може бути залучено більше країн зі східного флангу. Для Великої Британії в довгостроковій перспективі це буде позиціонувати себе як головного спонсора оборони східного флангу НАТО, це нова геополітична позиція».— Олександр Краєв
Заступник директора Ради з питань зовнішньої політики «Українська Призма» Сергій Герасимчук вважає, що Польща виграє від альянсу:
«Це ставить їх в один ряд з британцями, зміцнює їх у рамках Європейського Союзу та демонструє, що Польща залучає Велику Британію до завдань безпеки, які представляють інтереси ЄС. Їм потрібна Україна, щоб не було великого кордону з Росією, якщо вона буде окупована чи обіймає Київ. Росія. Загалом у цьому альянсі поляки опосередковано представляють ЄС, який також певним чином стає актором безпеки».— Сергій Герасимчук
Він нагадує, що останні роки Варшава мала конфлікти з Брюсселем. А нещодавнє вирішення інспірованого Росією конфлікту з мігрантами та сприяння ескалації в Україні стане додатковими аргументами Польщі в дебатах з керівництвом ЄС. На думку експертів, залучення Лондона до регіонального альянсу є лише першим кроком до зміцнення Сполученого Королівства в регіоні. І Україна має від цього отримати велику користь і допомогти зменшити загрозу з боку Москви.

### Оголошення
Президент України Володимир Зеленський під час свого виступу у Верховній Раді України оголосив про створення у Європі нового політичного формату співпраці — між Британією, Польщею й Україною. Також міністр закордонних справ України Дмитро Кулеба вперше офіційно повідомив деталі про новий формат співпраці між Україною, Польщею та Британією, про створення якого мають оголосити найближчим часом та «внести трохи ясності», розкрити деталі, якими вже можна ділитися, оскільки інформація вже потрапила у публічний простір і викликала активне обговорення. За його словами, з ініціативою створення такого формату виступила Україна у жовтні 2021 року.
«Чесно кажучи, було прикро бачити, коли перші українські коментатори автоматично приписали цю ініціативу нашим партнерам, тому вкотре повторюю: вірте в свою державу. Я вдячний колегам і друзям Ліз Трасс і Збіґневу Рау, які живо відгукнулися, і закипіла тристороння робота по лінії МЗС трьох країн, в яку кожна країна робить рівноцінно важливий внесок. Нагадаю: суть в тому, що ми не можемо чекати безпеки та процвітання десь у майбутньому, коли станемо членами ЄС і НАТО. Вони потрібні нам вже сьогодні. Тому ми вже сьогодні досягаємо практичного зміцнення, гуртуючи дружні та близькі за духом країни у малі альянси. Ми створюємо пояс безпеки та процвітання і посилюємо Балто-Чорноморську вісь. Так з’явилися Люблінський трикутник з Польщею і Литвою, Квадрига з Туреччиною, Асоційоване тріо з Грузією і Молдовою. Варшава, Київ і Лондон мають не лише реалістичне усвідомлення безпекових загроз Європі та стратегію протидії викликам з боку РФ, але і великий потенціал тристоронньої співпраці в галузях торгівлі, інвестицій, енергетики, зокрема відновлюваної. З’єднуючи своїми зусиллями Атлантику, Балтику та Чорне море, ми створюємо нові можливості для наших країн і для регіону загалом».— Дмитро Кулеба
Дмитро Кулеба зазначив, що про створення формату офіційно мали оголосити 2 лютого у Києві з приїздом глави МЗС Британії Ліз Трасс, але оскільки вона захворіла на коронавірус, оголошення відкладають на пізніше.
Прем'єр-міністр Польщі Матеуш Моравецький заявив на брифінгу з прем'єр-міністром України Денисом Шмигалем 1 лютого 2022, що новий політичний формат між Україною, Польщею та Сполученим Королівством буде співпрацею для боротьби за безпеку в регіоні. За його словами, формат політичного співробітництва, який створюють міністерства закордонних справ трьох країн, є дуже важливим:
«Головною цінністю є, звісно, безпека в регіоні. Завдяки безпеці може розвиватися культура, економіка, торгівля. Ми всі в регіоні в цьому зацікавлені. Ця співпраця є боротьбою за безпеку в регіоні. Ми переконалися у дестабілізації на східному фланзі НАТО... Велика Британія сама переконалася в тому, що таке довгі руки РФ та їхні спецслужби... Наші міністри працюють заради цього формату».— Матеуш Моравецький
міністр з питань реінтеграції тимчасово окупованих територій України Ірина Верещук вважає, що альянс України, Польщі та Сполученого Королівства може стати важливим форматом у протистоянні російській агресії:
«Я великий оптиміст у цьому, бо розумію, наскільки сьогодні важливі такі формати. І пан [прем'єр-міністр Сполученого Королівства Борис] Джонсон, і пан [прем'єр-міністр Польщі Матеуш] Моравецький (ми сьогодні з ними будемо зустрічатися) роблять те, що мають робити лідери вільного світу, – об'єднуються і допомагають Україні протистояти загрозі Російської Федерації, розуміючи, що це – спільний виклик та спільна відповідальність. Я не кажу, що це НАТО на трьох, але я кажу, що цей союз може дати гарний ефект і у військовому, і в політичному сенсі».— Ірина Верещук
Президент України Володимир Зеленський під час спільної пресконференції з Борисом Джонсоном 1 лютого 2022 заявив, що робота над створенням союзу України, Польщі та Сполученого Королівства вже розпочалася. Зеленський додав, що детальніше про союз він зможе розповісти після початку його роботи на рівні лідерів країн, також він вважає, що це дуже непоганий майданчик для питань безпеки та торгівлі.

### Створення
Міністри закордонних справ України та Сполученого Королівства Дмитро Кулеба та Ліз Трасс офіційно повідомили в Києві 17 лютого 2022 року про запуск тристороннього формату співпраці за участю Польщі. За словами Дмитра Кулеби, сторони альянсу зосередять зусилля на економічній, торговельній та енергетичній співпраці, а також боротьбі з дезінформацією. Окрему увагу планують приділити підтримці «Кримської платформи».
|                 | Сьогодні маємо честь і приємність повідомити про започаткування Україною, Великою Британією і Польщею нового тристороннього формату співпраці. На жаль, із логістичних причин ми не можемо це зробити втрьох, і тут би мав стояти (голова МЗС Польщі – ред.) Збіґнєв Рау, наш польський колега, але дистанційно він із нами і ми оголошуємо про започаткування цього тристороннього українсько-польсько-британського формату. |
| — Дмитро Кулеба | |

Ліз Трасс, своєю чергою, заявила, що метою її візиту є висловити підтримку України з боку Сполученого Королівства. Очільниця британського зовнішньополітичного відомства, відомого як Форин-офіс, вказала на допомогу, яку Лондон вже надає Україні. Зокрема, це оборонне озброєння, навчання 22 тисяч українських військових та 88 мільйонів фунтів стерлінгів допомоги, спрямованих на енергетичну незалежність України.
|                  | Я дуже вражена що, попри російську агресію проти України, життя тут, у Києві, триває. Я вражена стоїцизмом українського народу. Сьогодні хочу оголосити наступний компонент нашої підтримки – збільшення нарощування рівня підтримки за цими проєктами до 100 мільйонів фунтів. Також я рада, що сьогодні ми запускаємо тристороннє партнерство з Україною та Польщею. |
| — Елізабет Трасс | |

## Громадська думка

### Україна
Згідно з опитуванням, проведеним українською соціологічною групою «Рейтинг», українці позитивно ставляться до ідеї «Троїстого союзу»: 61 % респондентів — за, 21 %— проти. Крім того, 12 % українців сказали, що їм байдуже, а 6 % не змогли відповісти. Опитування проводилися з 21 по 23 січня 2022 року серед 2,5 тисячі респондентів. У регіональному вимірі найбільшою підтримкою ідея створення такого об'єднання користується серед мешканців західних та центральних регіонів, а також Києва (рівень підтримки від 65 % до 76 %). Дещо гірше до цієї ініціативи ставляться  жителі південних областей (підтримують — 51 %, не підтримують — 31 %) та східних регіонів (підтримують — 40 %, не підтримують — 38 %). Серед прихильників політичних партій відвертими противниками такої ініціативи є симпатики партій «Опозиційна платформа — За життя» (не підтримують — 62 %), партії Шарія (не підтримують — 67 %) та партії Мураєва (не підтримують — 68 %). Серед виборців інших партій кількість тих, хто підтримує таку ініціативу, значно переважає кількість її противників. Найбільшою підтримкою ідея створення військово-політичного союзу у складі України, Польщі та Сполученого Королівства користується серед виборців партій «Європейська солідарність», «Свобода» та «Сила і честь» (рівень підтримки понад 80 %).